# ريكو كوباياشي
ريكو كوباياشي (باليابانية: 小川れい子؛ بالكانا: おがわ れいこ) هي مدربة تزلج فني ‏ يابانية، ولدت في 15 يناير 1961.